# Kazerun
Kāzerūn (farsi کازرون) è il capoluogo dello shahrestān di Kazerun, circoscrizione Centrale, nella provincia di Fars. Aveva, nel 2006, una popolazione di 84.594 abitanti. È al centro di una zona agricola che produce datteri, agrumi, grano, riso, tabacco, cotone e uva.
In direzione nord, a 19 km, si trova l'antica città di Bishapur con bassorilievi dell'era sasanide e una grotta con una statua di Sapore I.